# Сидение

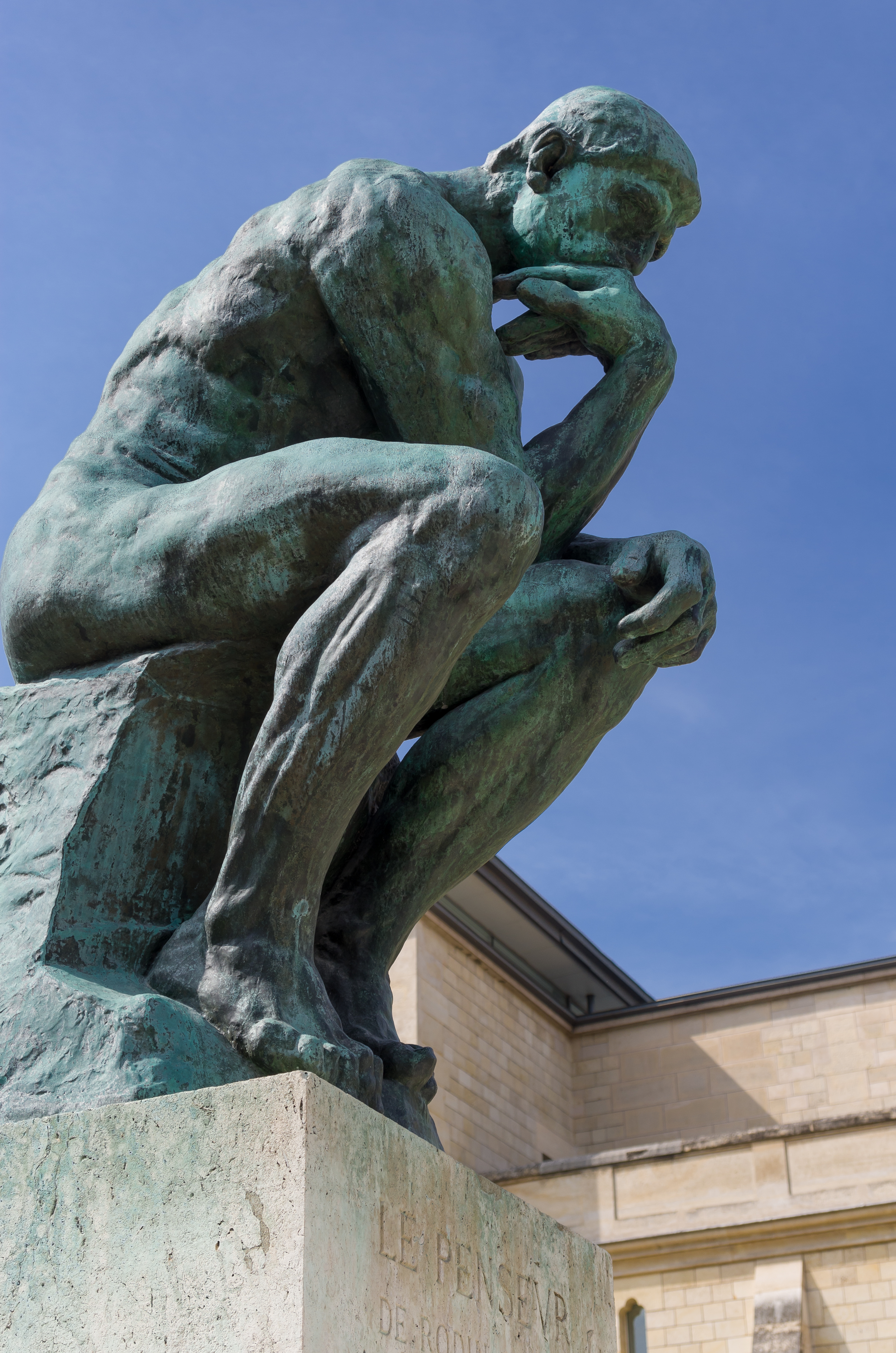
«Мыслитель» Огюста Родена

Сидение — это поза, положение тела в состоянии покоя, при котором вес человека поддерживается главным образом за счёт седалищных бугров с ягодицами, соприкасающимися с землёй или другой горизонтальной поверхностью (например, сиденьем стула, табурета, кресла), а не за счёт нижних конечностей, как в положении стоя, на корточках или на коленях.
Согласно исследованию британских врачей, опубликованному в 2020 году, в среднем взрослый человек проводит в позе сидя 4,7 часа в сутки.

## Позиции
Позы стояния на коленях, при которой ягодицы опираются на пятки, например, как в позах сэйдза и ваджрасана, также часто интерпретируются как сидение.

### На полу (на земле)

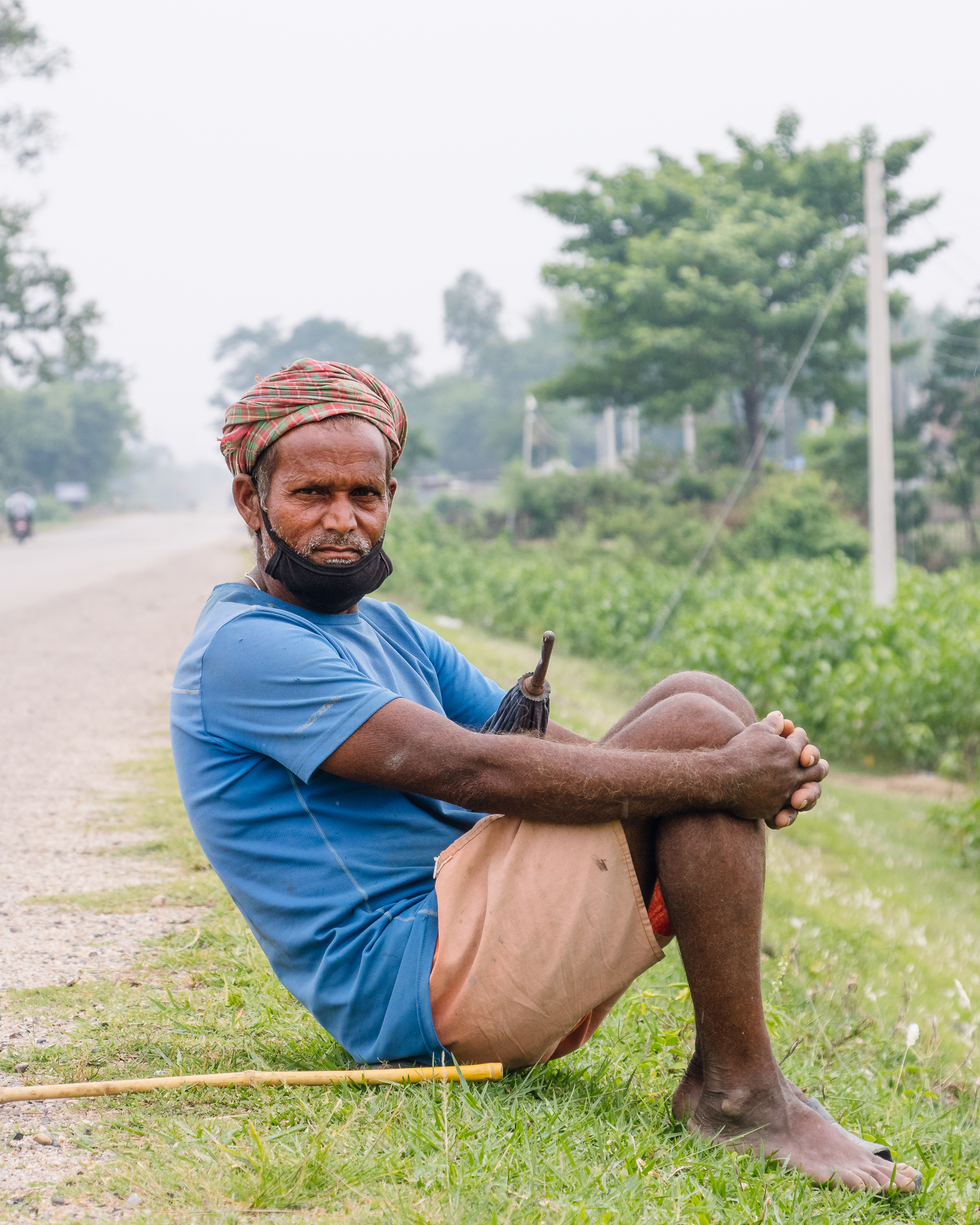
Мужчина сидит на земле

Самый простой и распространённый способ сидения на полу — ноги вместе, колени согнуты и обхвачены руками. Если за спиной есть прочная вертикальная опора, ноги можно вытянуть, а руки освободить. Вариант позы: ноги скрещены, их нижние части прижаты к телу, пересекая друг друга в лодыжках или икрах, обе лодыжки на полу, иногда ступни поджаты под колени или бедра. Эта позиция известна на нескольких европейских языках как «поза портного», от традиционной исторической рабочей позы портных. Также она имеет названия в честь различных кочевников, живущих на равнинах: в американском английском языке — «по-индейски»; во многих европейских языках «по-турецки»; в Японии — агура (не-ханьские народы, особенно турки, монголы и другие жители Центральной Азии). В йоге эта поза известна как сукхасана, то есть «лёгкая поза».
Сэйдза — японский термин для обозначения одного из традиционных способов сидения на полу.

### На приподнятом над поверхностью сиденье

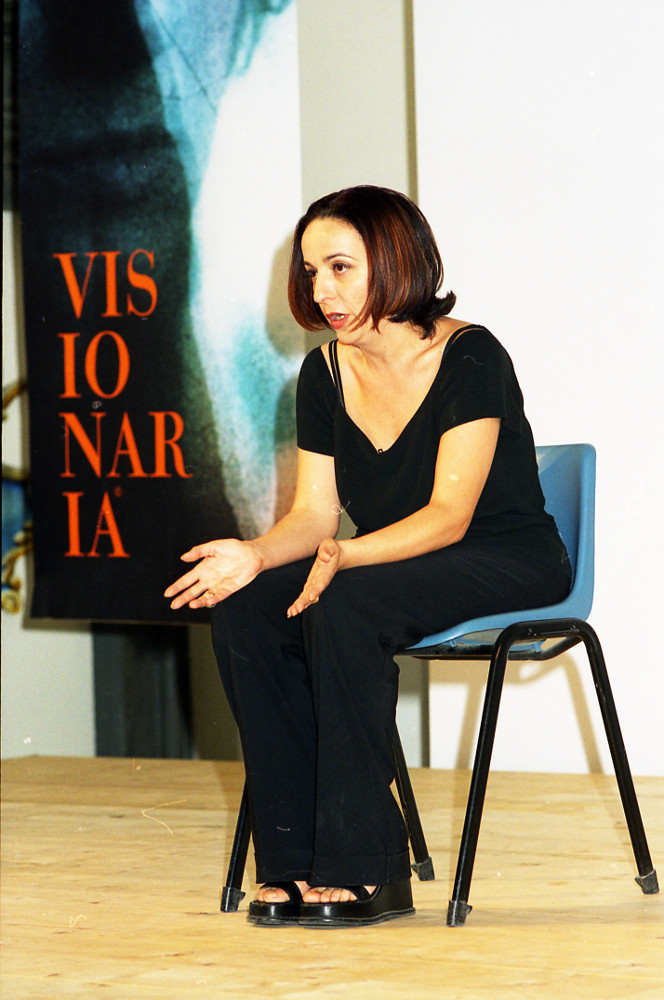
Женщина сидит на стуле

Различные приподнятые над полом (землёй) поверхности на соответствующей высоте могут использоваться в качестве сидений, независимо от того, предназначены ли они изначально для этой цели или нет. К наиболее распространённым такими предметами относятся стулья, табуретки, кресла и скамейки; находясь вдали от цивилизации, человек может сидеть на валунах, поваленных деревьях и т. п.
При таком сидении ягодицы всегда плотно опираются на сиденье (любую приподнятую поверхность), но существует множество вариаций того, как при этом можно держать ноги и спину. Существует два основных стиля сидения на приподнятой поверхности. Первый: одна или обе ноги находятся перед сидящим; вторая: у сидящего верхом на чём-то, ноги наклонены наружу по обе стороны от тела.
Ступни при этом обычно находятся на полу, но иногда используется подставка для ног.

### Йога, религии и духовность
В различных традициях и ритуалах существует множество сидячих положений. Например:
- Асаны:
  - Поза лотоса — одна из основных асан для медитации в йоге.
  - Сиддхасана — одна из основополагающих поз йоги.

«Бирманская поза», названная так из-за её использования в буддийских скульптурах Бирмы; человек размещает обе ноги перед тазом, согнув колени и касаясь пола по бокам. Пятки направлены к тазу или вверх, а пальцы ног направлены так, чтобы верхние части стоп лежали на земле. Это похоже на положение «со скрещенными ногами», но ступни не помещаются под бедро, поэтому ноги не скрещиваются, вместо этого одна нога ставится перед другой.
В различных мифологиях и народных религиях сидение — это магический акт, который соединяет сидящего с другими людьми, состояниями или местами.

## Сидение и здоровье
Впервые упоминание о связи длительного сидения и ухудшения здоровья в письменном виде встречается в книге Бернардино Рамаццини «О болезнях рабочих» (1700).
Сидение в течение большей части дня может представлять значительный риск для здоровья, и по крайне мере одно исследование показало, что люди, которые регулярно сидят в течение длительного времени, имеют более высокий уровень смертности, чем те, кто этого не делает. Много проводящие времени сидя люди имеют предрасположенность к развитию ожирения, рака тела матки, колоректального рака, кокцигодинии, болей в спине, болей в шее и других заболеваний.
Поскольку в развитых странах большое количество трудоспособного населения работает в сидячем положении, были изобретены несколько методик и приспособлений, уменьшающих «сидячее время» работника. Это: стоячий письменный стол, рабочий стол — беговая дорожка, кресла-фитболы, пешие (стоячие) встречи.
Британская ассоциация хиропрактики заявила в 2006 году, что 32 % населения Великобритании проводят в сидячем положении более десяти часов в сутки.
В конце 1970-х годов был изобретён эргономичный «коленный стул». Его особенность в том, что при сидении на нём заметная часть веса приходится на голени, а не на ягодицы.

## Галерея

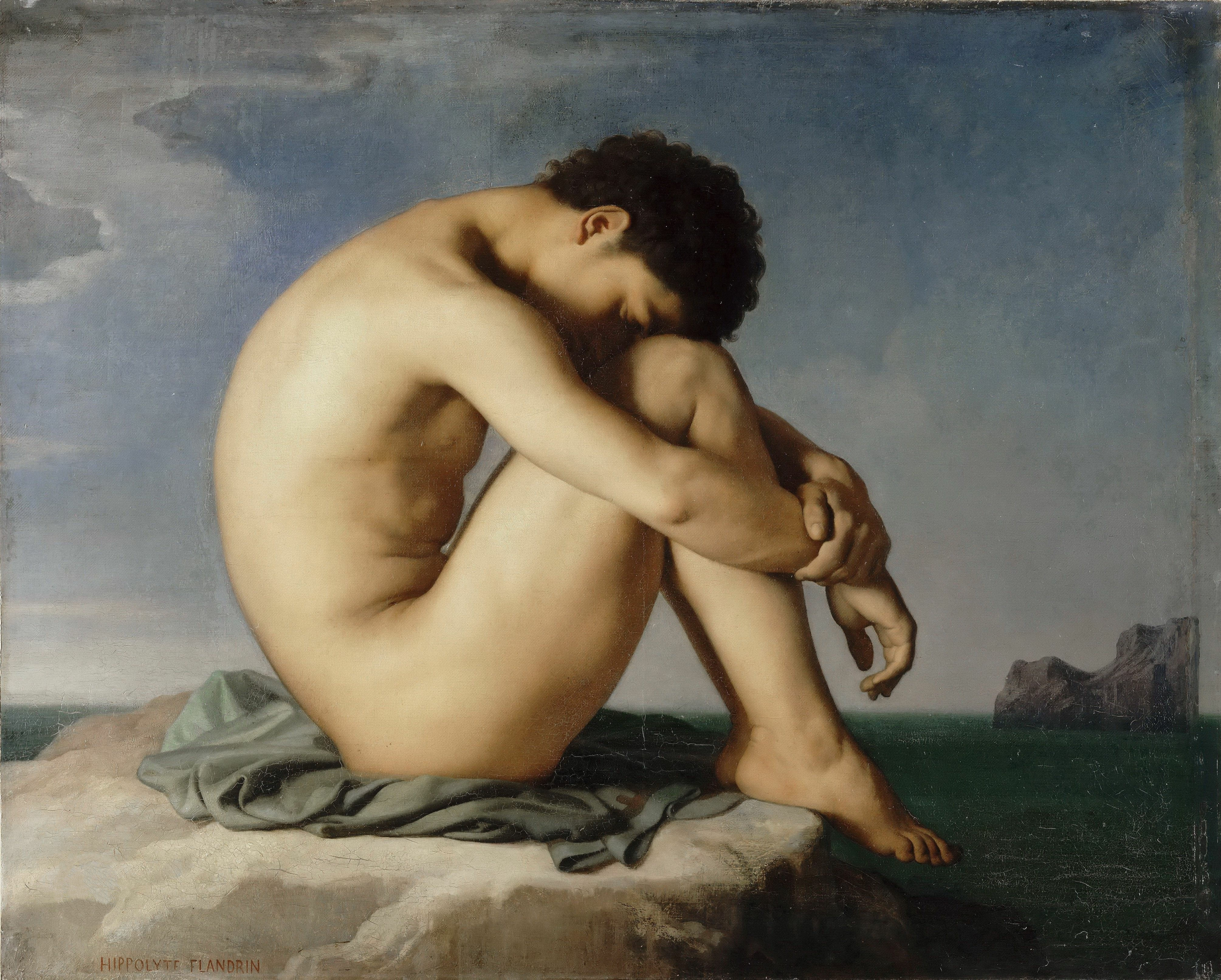
«Обнажённый молодой человек, сидящий на берегу моря[англ.]», Ипполит Фландрен
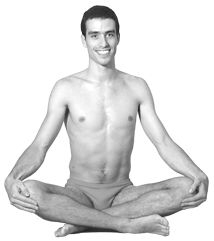
Сукхасана
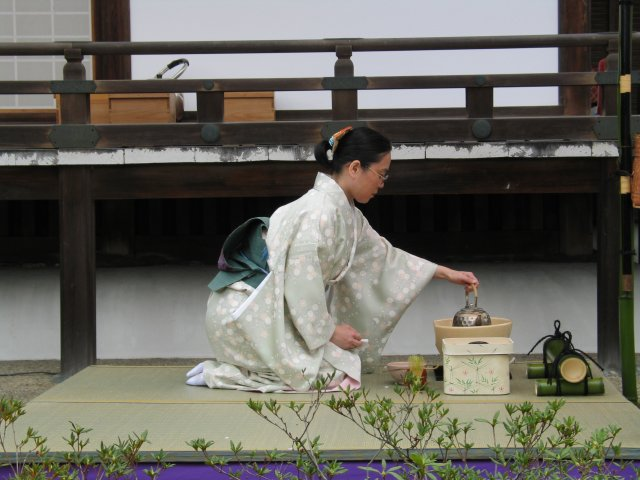
Японская чайная церемония. Девушка находится в позе сэйдза
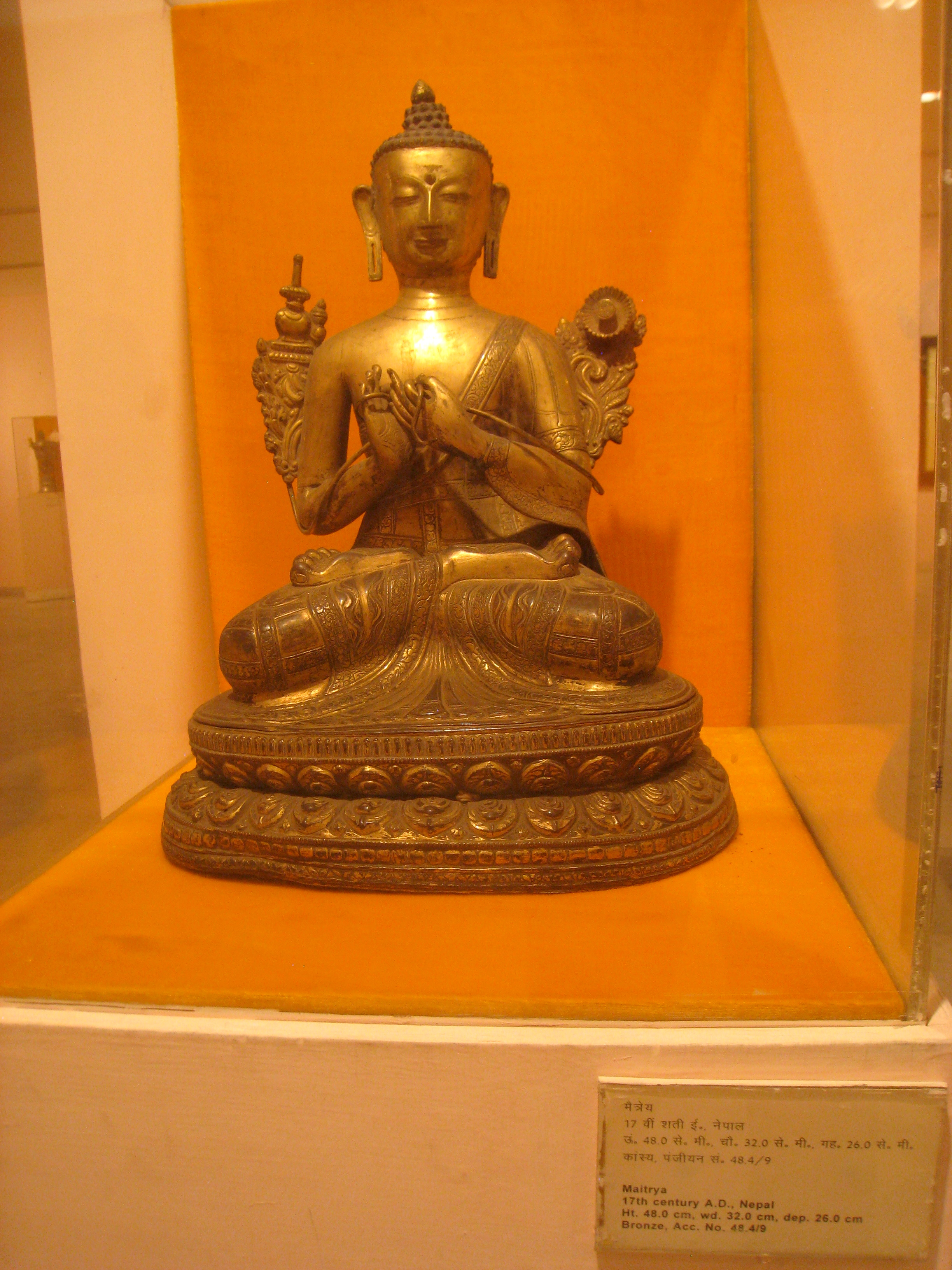
Будда в позе лотоса. Непал, бронза, XVII век. Ныне — экспонат Национального музея Индии
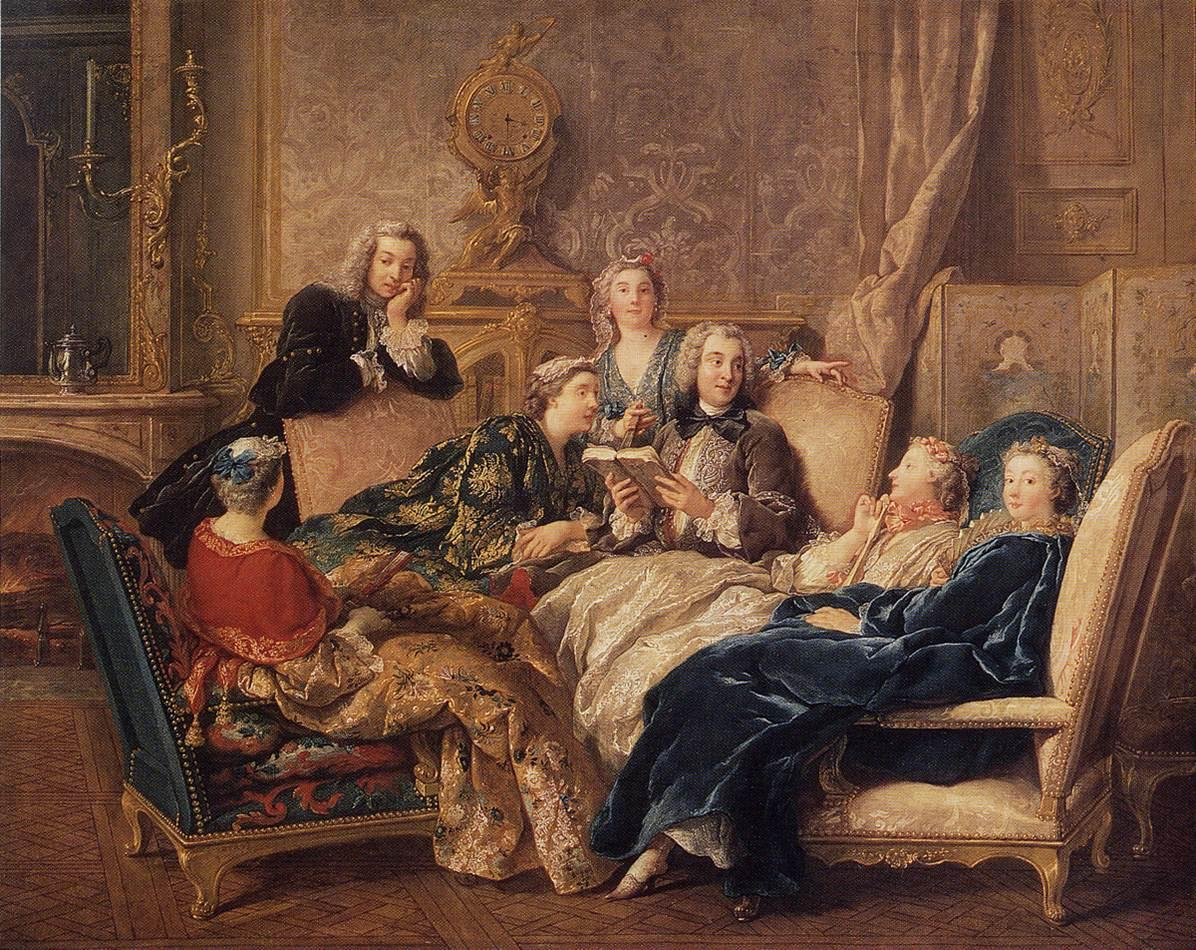
«Чтение Мольера» или «Чтение в салоне», Жан-Франсуа де Труа, ок. 1728 г.
Знак «Сидение запрещено»